# Len Stewart
Leonard "Len" Stewart, född 19 september 1907 i Islington, London, död 2 november 1995 i Los Angeles, Kalifornien, USA, var en brittisk hastighetsåkare på skridskor. Han deltog i de olympiska spelen i Sankt Moritz 1928. Han tävlade på 500 meter, 1 500 meter och 5 000 meter.